# Ṣ́äppä

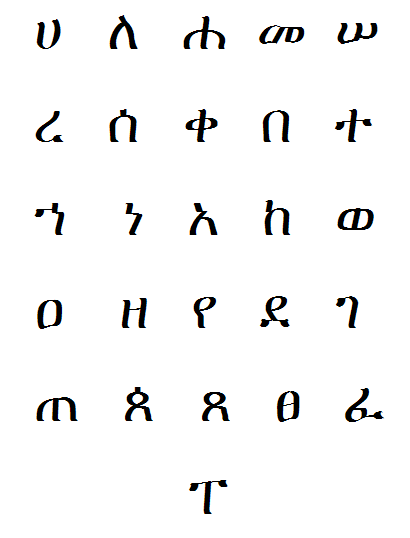

Ṣ́äppä (amhàric: ፀፓ) és la vint-i-quatrena lletra de l'alfabet amhàric, que representa el so /ṣ́/.

## Història
Aquesta lletra (ፀ) prové del caràcter sud-aràbic 𐩳, el qual prové del jeroglífic egipci V34.
| V34 | Teh | Ṣ́äppä |
| --- | --- | ----- |
| 𓎦   | 𐩳   | ፀ     |

## Ús
L'alfabet amhàric és una abugida on cada símbol correspon a una combinació vocal + consonant, és a dir, hi ha un símbol bàsic al qual s'afageiexen símbols per marcar la vocal. Les modificacions de la lletra ፀ (ṣ́äppä) són les següents:
| ṣ́ä [ṣ́ə] | ṣ́u | ṣ́i | ṣ́a | ṣ́e | ṣ́ə [ṣ́ɨ], ∅ | ṣ́o |
| ------- | -- | -- | -- | -- | ---------- | -- |
| ፀ       | ፁ  | ፂ  | ፃ  | ፄ  | ፅ          | ፆ  |